# Convenzione europea per la protezione degli animali da compagnia
La Convenzione europea per la protezione degli animali da compagnia è un trattato del Consiglio d'Europa per promuovere il benessere degli animali da compagnia e garantire standard minimi per il loro trattamento e la loro protezione. Il trattato è stato firmato nel 1987 ed è entrato in vigore il 1º maggio 1992, dopo che almeno quattro paesi lo avevano ratificato. L'adesione al trattato è aperta e non limitata ai paesi membri del Consiglio d'Europa. Ad agosto 2023, è stato ratificato da 26 Stati.

## Contenuto
La convenzione è suddivisa in sette capitoli:
1. Disposizioni generali
2. Principi per la detenzione di animali da compagnia
3. Misure integrative per gli animali randagi
4. Informazione e formazione
5. Consultazioni multilaterali
6. Emendamenti
7. Disposizioni finali

## Parti
| Paese | Firmato           | Ratificato        | Entrata in vigore |
| --- | ----------------- | ----------------- | ----------------- |
| Andorra | 28 gennaio 2022   | 19 ottobre 2022   | 1 maggio 2023     |
| Austria | 2 ottobre 1997    | 10 agosto 1999    | 1 marzo 2000      |
| Azerbaigian | 22 ottobre 2003   | 19 ottobre 2007   | 1 maggio 2008     |
| Belgio | 13 novembre 1987  | 20 dicembre 1991  | 1 luglio 1992     |
| Bulgaria | 21 maggio 2003    | 20 luglio 2004    | 1 febbraio 2005   |
| Cipro | 9 dicembre 1993   | 9 dicembre 1993   | 1 luglio 1994     |
| Repubblica Ceca | 24 giugno 1998    | 23 settembre 1998 | 1 aprile 1999     |
| Danimarca* | 13 novembre 1987  | 20 ottobre 1992   | 1 maggio 1993     |
| Finlandia | 2 dicembre 1991   | 2 dicembre 1991   | 1 luglio 1992     |
| Francia | 18 dicembre 1996  | 3 ottobre 2003    | 1 maggio 2004     |
| Germania | 21 giugno 1988    | 27 maggio 1991    | 1 maggio 1992     |
| Grecia | 13 novembre 1987  | 29 aprile 1992    | 1 novembre 1992   |
| Italia | 13 novembre 1987  | 19 aprile 2011    | 1 novembre 2011   |
| Lettonia | 1 marzo 2010      | 22 ottobre 2010   | 1 maggio 2011     |
| Lituania | 11 settembre 2003 | 19 maggio 2004    | 1 dicembre 2004   |
| Lussemburgo | 13 novembre 1987  | 25 ottobre 1991   | 1 maggio 1992     |
| Paesi Bassi | 13 novembre 1987  | 15 dicembre 2022  | 1 luglio 2023     |
| Norvegia | 13 novembre 1987  | 3 febbraio 1988   | 1 maggio 1992     |
| Portogallo | 13 novembre 1987  | 28 giugno 1993    | 1 gennaio 1994    |
| Romania | 23 giugno 2003    | 6 agosto 2004     | 1 marzo 2005      |
| Serbia | 2 dicembre 2010   | 2 dicembre 2010   | 1 luglio 2011     |
| Spagna | 9 ottobre 2015    | 29 luglio 2017    | 1 febbraio 2018   |
| Svezia | 14 marzo 1989     | 14 marzo 1989     | 1 maggio 1992     |
| Svizzera | 13 novembre 1990  | 3 novembre 1993   | 1 giugno 1994     |
| Turchia | 18 novembre 1999  | 28 novembre 2003  | 1 giugno 2004     |
| Ucraina | 5 luglio 2011     | 9 gennaio 2014    | 1 agosto 2014     |
| I paesi in corsivo consentono il taglio della coda. * La Convenzione non si applica alle Isole Faroe e alla Groenlandia. |                   |                   |                   |

Una revisione del trattato effettuata nel 1995 ha portato a piccole modifiche del testo e ha consentito agli Stati firmatari di dichiararsi esenti da alcuni paragrafi del trattato. Successivamente, un certo numero di altri paesi hanno firmato e ratificato il trattato, avvalendosi di questa disposizione dichiarandosi esenti dal divieto di amputazione della coda. Nessun paese che ha ratificato il trattato ha avanzato riserve in merito agli altri interventi di chirurgia estetica proibiti dal §10: il taglio delle orecchie, delle unghie e la rimozione delle corde vocali.